# Vad Anita
Vad Anita (Budapest, 1991. június 29. –) magyar női nemzetközi játékvezető-asszisztens.

## Pályafutása

### Nemzeti játékvezetés
A 11. osztályos gimnáziumi tanuló, bátyjának játékvezetői sikereitől lelkesítve, úgy döntött, hogy maga is játékvezető lesz. 2007 decemberében sikeres játékvezető vizsgát tett a Budapesti Labdarúgó-szövetség (BLSZ) Játékvezetői Bizottság (JB) előtt. 2010-től a BLSZ NB III-as asszisztensi keretének rendszeresen foglalkoztatott tagja. 2014. januárjától NB. I-es női asszisztensi keretbe került.
2024. december 7-én a férfi NB. I-es bajnokságban a Puskás Akadémia - Győri ETO mérkőzésen mutatkozott be első női asszisztensként.

### Nemzetközi játékvezetés
2017. január 1-től nemzetközi asszisztensi keretbe került. 2019. júniusában a női U.17-es EB-n vett részt Bulgáriában.  A 2022. évi női EB döntőjének asszisztensei közé jelölte az UEFA.
2024. évi női U.17-es Világbajnokságon három mérkőzésen asszisztált (2024. október 20: Kolumbia - USA, október 24: Angila - Dél-Korea és az október 31-én megrendezésre került elődöntőn: USA - Dél-Korea).

## Családi háttere
A nagymama a Testnevelési Főiskola tanáraként a labdarúgók oktatásáért volt felelős. A nagypapa, id. Vad István az aktív labdarúgást befejezve mérkőzések dirigálásába kezdett, a budapesti (megyei) bajnokságban bíráskodott. Vad Anita édesapja, Vad István gyorsan végigjárva a játékvezetői szamárlétrát, hamarosan a FIFA nemzetközi játékvezetői karának tagja lett, akárcsak Anita bátyja, Vad II. István.
Európában, de talán a világon is különleges esemény, hogy egy családban a nagyapa, az apa, a fiúunoka és a lányunoka is játékvezetésre adja a fejét.